# Гооссенс, Эжен (отец)
Эжен Гооссенс (нидерл. Eugène Goossens; 25 февраля 1845, Брюгге — 30 декабря 1906, Ливерпуль) — бельгийский дирижёр, родоначальник музыкальной династии Гооссенсов (Гуссенсов), отец Эжена Госсенса-сына.
Окончил Брюссельскую консерваторию. Возглавлял оркестры различных оперных компаний, однако наиболее известен работой в лондонской Опере Карла Розы, c которой дебютировал в 1873 г. и которой руководил в 1882—1899 гг., передав затем руководство своему сыну. В 1882 г. осуществил британскую премьеру оперы Вагнера «Тангейзер».